# Tebogo Moerane
Tebogo Moerane (Mookgophong, 7 aprile 1995) è un ex calciatore sudafricano, di ruolo difensore.

## Carriera

### Club
Ha giocato nella massima serie sudafricana.

### Nazionale
Ha esordito in nazionale nel 2015 per poi essere convocato per i Giochi Olimpici nel 2016.

## Palmarès

### Club

#### Competizioni nazionali
- MTN 8: 1

Bidvest Wits: 2016
- Campionato sudafricano: 1

Bidvest Wits: 2016-2017